# Transeius ventriconstrictus
Transeius ventriconstrictus är en spindeldjursart som beskrevs av Zannou, Moraes och Oliveira 2007. Transeius ventriconstrictus ingår i släktet Transeius och familjen Phytoseiidae. Inga underarter finns listade i Catalogue of Life.